# Santiso
Santiso es un municipio de España en la provincia de La Coruña, comunidad autónoma de Galicia.

## Topónimo
El topónimo Santiso es considerado como un hagiotopónimo, es decir, un vocablo del léxico religioso convertido en topónimo. Los hagiotopónimos pueden denominar un lugar tanto según el nombre propio de un monasterio, como según el nombre del patrón de la iglesia local o los representantes de la iglesia. Por lo general, los hagiotopónimos españoles más frecuentes son los que se derivan de patrones eclesiásticos. Este sería el caso de Santiso, que algunos autores lo hacen derivar de las palabras latinas «Sanctus Thyrsus», es decir, de San Tirso. El mismo origen es dado para las localidades de Santiz y de Santotís.

## Historia
Estas tierras de Santiso, encuadradas dentro de la comarca natural e histórica da Tierra de Mellid, debieron de estar intensamente pobladas en épocas prehistóricas, a juzgar por los restos que de aquellas culturas se han encontrado. Entre los castros destacan el de Serantes, con un grupo de mámoas muy próximas a los muros defensivos.
La arquitectura religiosa tiene su mejor exponente en la iglesia de San Esteban de Pezobres y en la de San Pedro de San Román que son románicas del siglo XII-XIII. Destaca el cruceiro de Visantoña de buen tamaño plataforma muy trabajada, con pedestal decorado con símbolos tradicionales (serpiente, calaveras, huesos, etcétera).
Entre los numerosos pazos el que más llama la atención por su grandiosidad y elementos decorativos es el de Vilar de Ferreiros, que se alquila para celebrar bodas, congresos, etc. El pazo de Belmil se halla completamente abandonado y en ruinas, dentro del pequeño núcleo urbano del mismo nombre pero aun conserva los rasgos que muestran su nobleza. En la misma parroquia de Belmil, pero en un lugar retirado, se ven los restos de un antiguo caserón que fue el pazo de Vilasoa, sobre el que destaca una voluminosa chimenea. El Pazo da Pena representa un auténtico ejemplo de la arquitectura tradicional gallega en Santiso. Conserva su corredor cubierto, la alta chimenea coronada de pináculos y los muros encalados, dentro de una extensa explotación agrícola, actualmente es una casa de turismo rural.

## Geografía
El municipio de Santiso se encuentra al sureste de la provincia de La Coruña. El río Ulla, ensanchado por el embalse de Portodemouros, le sirve de separación con los ayuntamientos pontevedreses de Vila de Cruces y Agolada. Al norte y al oeste limita con Arzúa, al Noreste con Mellid y al este con Palas de Rey, de la provincia de Lugo. Forma parte de la comarca de Terra de Mellid, junto con los municipios de Mellid, Sobrado y Toques.
El término de Santiso tiene una extensión de 67,39 kilómetros cuadrados, ocupada de forma diseminada y sin ninguna aglomeración urbana por 1.544 habitantes, lo que le da una densidad de 22.91 habitantes por kilómetro cuadrado.
El relieve es variado, con valles relativamente profundos, drenados por riachuelos y arroyos que van a verter sus aguas al Ulla: Boente, Rego do Muíño, Rego de Beseña y sobre todo el Furelos, que es el de más caudal y entidad. Hacia el norte y nordeste se eleva el terreno hasta alturas superiores a los cuatrocientos metros: Monte de Moldes (458), Roda (447), Lamas (432) y Gandareira (404 metros). 
El clima se encuentra dentro del carácter templado y oceánico húmedo, con precipitaciones próximas a los 1.500 milímetros anuales, pudiéndose definir como un clima oceánico húmedo en transición con el oceánico continental. Igual que en todo el valle del Ulla, las lluvias se concentran en los meses de otoño e invierno. La temperatura media es de 12 °C. En diciembre se puede llegar a mínimas entre los 2-3 °C, y la media  de julio no sube de los 16 °C con máximas en torno a los 23 °C de media y mínimas de 12 °C.
La mayor parte de la población se dedica a la agricultura y a la ganadería. Esta, sobre todo, ha experimentado un auge importante en los últimos tiempos, observándose un aumento de prados y pastizales. El ganado porcino ocupa el primer lugar en número de cabezas y le sigue el bovino. También tiene importancia la producción maderera.

## Parroquias
Parroquias que forman parte del municipio:
- Arcediago (San Juan).
- Barazón (Santa María).
- Beigondo (San Cosme).
- Belmil (San Pedro).
- Liñares (Santiago).
- Mourazos (San Jorge).
- Niñodaguia (San Paio).
- Novela (Santa María).
- Pezobre (San Cristobo).
- Pezobrés (San Estebo).
- Rairiz (Santa Eulalia).
- Ribadulla (San Vicente).
- San Román (San Pedro).
- Santiso (Santa María).
- Serantes (Santa Eulalia).
- Vimianzo (Santa María).
- Visantoña (San Juan).

## Geografía humana

### Demografía
Cuenta con una población de 1453 habitantes (INE 2024).
| Gráfica de evolución demográfica de Santiso entre 1842 y 2021                                                         |
| |
| Población de derecho según los censos de población del INE. Población de hecho según los censos de población del INE. |

| 2480                       | 2324 | 2266 | 2212 |
| (Fuente: [cita requerida]) |      |      |      |

## Comunicaciones
Se puede decir que el término municipal se halla un poco retirado de las vías de comunicación más frecuentadas. La carretera nacional más próxima es la N-547, de Lugo a Santiago de Compostela. Para acercarnos a Santiso tendremos que separarnos de ella en Mellid, a 55 kilómetros de Santiago y 76 kilómetros de La Coruña por Betanzos y Curtis. En Mellid tomaremos la C-540 en dirección a Agolada, que atraviesa el término de Santiso por su extremo oriental, por las parroquias de Serantes y Niñodaguia, pasando a la provincia de Pontevedra por el Ponte Arcediago, sobre el Ulla. Precisamente en la parroquia de Arcediago se halla la Casa Consistorial. Otras dos carreteras atraviesan las tierras del municipio cruzándose en forma de aspa en el centro del mismo. Una es la que va desde Arzúa a Arcediago, pasando por Belmil, desde donde se puede seguir un ramal a Vila de Cruces, cruzando por un estrecho puente la cola del embalse de Portodemouros. La otra sale de Mellid (Santa María) y, después de cruzarse con la anterior en Visantoña, llega hasta Beigondo, parroquia que ha quedado casi aislada en una península formada por dicho embalse, construido en 1967.

## Cultura y ocio
El principal interés turístico de municipio es, sin duda, el paisajístico. La continua sucesión de montes y valles, cubiertos de una espesa y variada vegetación, entre la que se esconden y pierden pequeñas aldeas y caseríos, le dan un agradable y pintoresco aspecto. El río Furelos forma rincones especialmente bellos en su confluencia con el Ulla, junto al Ponte Arcediago. La pesca deportiva se practica en estos dos ríos y en varios de sus pequeños afluentes.  Desde el punto de vista monumental se puede visitar, en un lugar retirado y pintoresco, la iglesia románica de San Estevo de Pezobres. Fuera del ábside, que es posterior, la nave y la fachada, incluida la espadaña, son románicas del siglo XII. La puerta principal tiene un par de columnas acodilladas en las jambas, sobre las que se apoyan las arquivoltas de sencilla decoración. En el tímpano se ve una cruz en forma de aspa inscrita en un cuadrado. La puerta meridional es muy similar, pero la cruz del tímpano está rodeada por una moldura de arquitos en forma de corona. También se conservan los canecillos románicos que sostienen el alero del tejado. Otra de las joyas del románico antiguo es la iglesia de San Benito que posee importantes detalles del románico en todas sus fachadas y en su tejado. Por Santiso pasa el rally histórico de Galicia en septiembre.